# Sophus Hansen
Sophus Peter Hansen (Copenaghen, 16 novembre 1889 – Copenaghen, 19 febbraio 1962) è stato un calciatore e arbitro di calcio danese.

## Carriera

### Nazionale
Prese parte, con la sua Nazionale, hai Giochi olimpici del 1912 (dove vinse la medaglia d'argento) e del 1920.

## Palmarès

### Nazionale
- Argento olimpico: 1

Stoccolma 1912